# Vyvážecí traktor

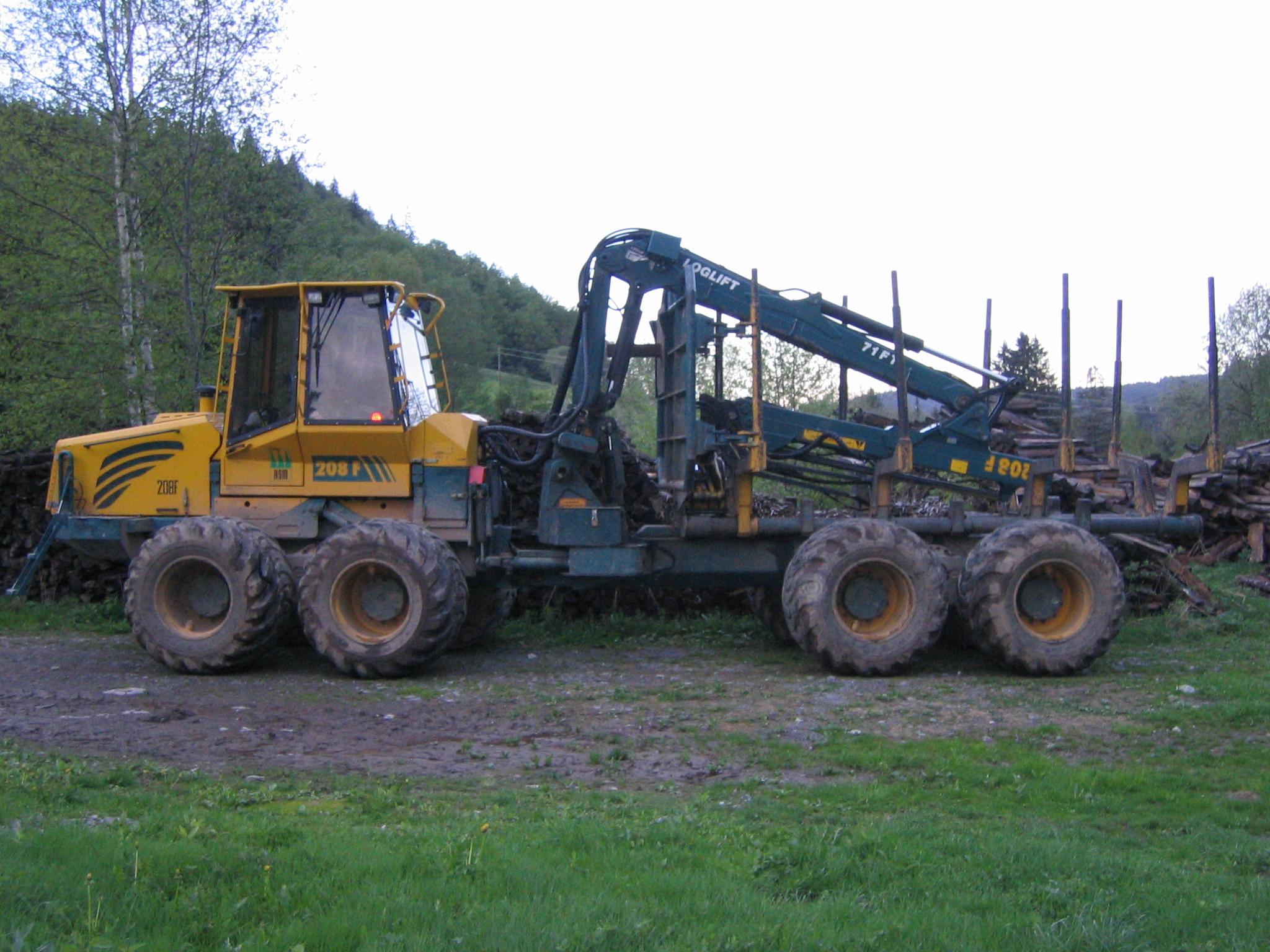
Vyvážecí traktor

Vyvážecí traktor zajišťuje dopravu krátkých sortimentů dřeva (2–6 m, typických pro harvestorovou technologii) z porostu na odvozní místo. Hlavním pracovním nástrojem je zde hydraulický jeřáb s drapákem, který v porostu nakládá vyrobené sortimenty na ložnou plochu. Vyvážecí traktory mívají nejčastěji 8 kol na boogie nápravách umístěných na zlamovacím podvozku. Na rozdíl od vyvážecí soupravy, která je složena z univerzálního prostředku a vyvážecího přívěsu, se jedná o specializovaný stroj, který není možné rozpojit. Pro snížení zhutnění půdy jsou stejně jako u harvestorů používány široké nízkotlaké pneumatiky. Malé třídy vyvážecích traktorů mají 6 kol, nebo pásový podvozek (Terri). Zdvojené ovládací prvky v kabině umožňují bezpečnou jízdu vpřed i vzad.